# Districte de Leipzig
El districte de Leipzig (nom oficial: Landkreis Leipzig) és un districte (Kreis) de l'Estat Lliure de Saxònia, a l'est d'Alemanya. Rep el nom de la ciutat de Leipzig, que limita amb el districte, però no en forma part. El districte de Leipzig limita (des de l'oest i en sentit horari) amb l'estat de Saxònia-Anhalt, el districte urbà de Leipzig, els districtes de Nordsachsen i Mittelsachsen, i l'estat de Turíngia.

## Geografia
El districte està situat a les terres baixes al voltant de Leipzig, la badia de Leipzig, i és força pla. Es troben turons individuals al nord (turons de Hohburg) i al sud del districte. Els seus principals rius són el Mulde, el Pleiße i l'Elster Blanc. També cal esmentar els nombrosos llacs de Leipziger Neuseenland, a l'oest del comtat, que es van formar inundant deliberadament antigues mines de lignit.

## Història
El districte es va establir mitjançant la fusió dels antics districtes de Muldentalkreis i Leipziger Land com a part de la reforma del districte de l'agost de 2008.

## Ciutats i municipis
| Ciutats 1. Bad Lausick 2. Böhlen 3. Borna 4. Brandis 5. Colditz 6. Frohburg 7. Geithain 8. Grimma 9. Groitzsch 10. Kitzscher 11. Markkleeberg 12. Markranstädt 13. Naunhof 14. Pegau 15. Regis-Breitingen 16. Rötha 17. Trebsen 18. Wurzen 19. Zwenkau | Municipis 1. Belgershain 2. Bennewitz 3. Borsdorf 4. Elstertrebnitz 5. Großpösna 6. Lossatal 7. Machern 8. Neukieritzsch 9. Otterwisch 10. Parthenstein 11. Thallwitz |